# 明山水库
明山水库（英語：Mingshan Reservoir）是中国湖北省黄冈市麻城市境内的一座水库，位于举水支流白果河上，于1957年10月动工兴建，1959年4月，水库主坝竣工；5月，渠系工程完工；7月，水库开闸放水。水库控制流域面积达182平方公里，总库容1.69亿立方米，正常蓄水位93米，死水位78米，回水长度10.5千米，最大水面宽1.8千米。
明山水库被中华人民共和国列为全国重点示范工程，彭德怀、李富春以及时任湖北省委书记王任重、省长张体学等省委领导人曾先后到工地视察。

## 历史与现状
1957年10月1日，明山水库正式开工，时任湖北省水利厅厅长陶述曾担任指挥长，施工过程中采用了前苏联桥梁专家康斯坦丁·谢尔盖耶维奇·西林提出的连锁管柱技术。7月25日至28日，湖北省副省长赵辛初、地委书记处书记易鹏、水利厅副厅长漆少川视察明山水库工地并参加开挖渠道。修建明山水库时期正值中国闹饥荒之际，众多麻城人病倒、饿倒在水库工地之上，历时一年半，明山水库竣工。
明山水库修好以后，可以利用水力发电，1958年3月就可以有充足的电源供给麻城县城和乡村。1990年代，明山水库从四方面进行了改革，水库养殖实行股份制承包经营，兴建水电站增加发电收入，灌溉收入交由农民用水者协会收取，麻城县城开辟综合服务基地。